# Maqueta de Cádiz

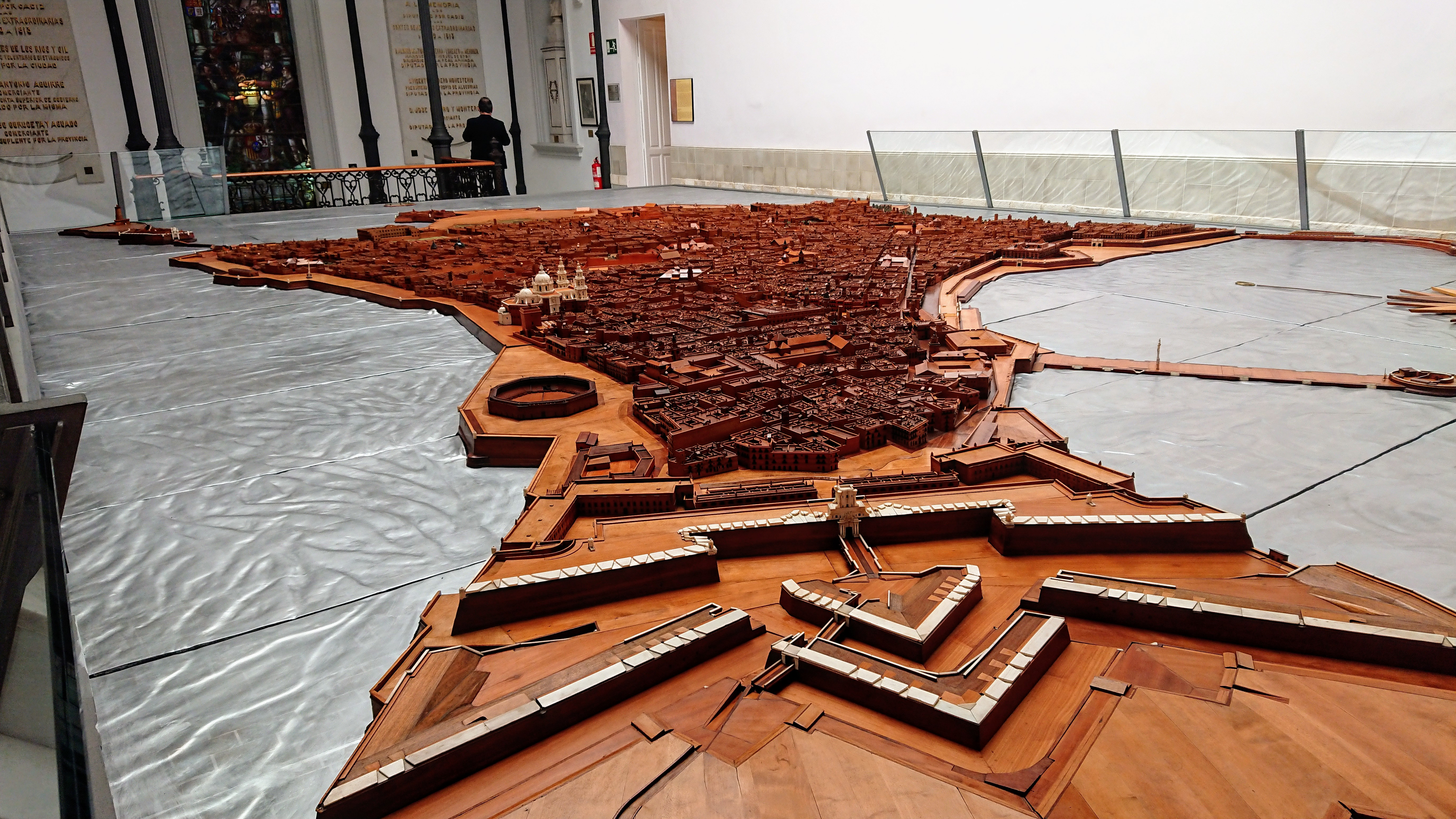
Vista parcial de la maqueta dieciochesca.

En el siglo XVIII el rey Carlos III de España dispuso que se construyera una colección de maquetas de bulto redondo de todas las plazas fuertes del Reino. Solamente Cádiz llevó a buen término dicha empresa.
El teniente coronel de Infantería Alfonso Jiménez, ayudado por algunos ebanistas gaditanos, realizó la maqueta de la capital gaditana entre julio de 1777 y marzo de 1779. Dicha maqueta ocupa una superficie de 12'52 x 6'92 m dividida en cuatro bloques, con un total de 333 piezas independientes. La escala es 1/250. Se usaron diversos materiales: pino de Flandes recubierto de cedro tallado para las olas; ácana y caoba para las casas; ébano para las ventanas y balcones; marfil para los edificios más señalados. Al encontrarse por aquel entonces en construcción la catedral de Cádiz, su aspecto corresponde al proyecto inicial de Vicente Acero, más grandioso que el de su estado actual. 
La base documental usada por los maquetistas fue un plano de Cádiz firmado por Ignacio Sala en 1749. Cedida al ayuntamiento, sufrió varios avatares (traslados, incendio en 1835) siendo restaurada entre 1950 y 1962 por Manuel Pena López. Actualmente se encuentra en el Museo de las Cortes de Cádiz, donde aún impresiona al que la observa por su tamaño y riqueza. Es una pieza clave para conocer el urbanismo del Cádiz dieciochesco.